# Takahiro Sunada
Takahiro Sunada, né le 19 janvier 1973 à Osaka, est un ultra marathonien japonais, détenteur jusqu'en juin 2018 du record du monde des 100 km sur route avec un temps de 6 h 13 min 33 s.

## Biographie
Takahiro Sunada bat le record du monde des 100 km sur route avec un temps de 6 h 13 min 33 s, le 21 juin 1998, et détient ce record jusqu'en juin 2018,,. Son meilleur temps personnel pour le marathon est 2 h 10 min 7 s, le 10 septembre 2000, où il termine à la 4e place. Il détient également le record des 100 km de Belvès en 6 h 17 min 17 s aux championnats d'Europe IAU en 2000.

## Records personnels
- Marathon : 2 h 10 min 7 s au marathon de Berlin en 2000[4]
- 100 km route : 6 h 13 min 33 s aux 100 km du lac Saroma, Japon, en 1998[6]